# Sant Sebastià (Gurb)
Sant Sebastià és una muntanya de 770 metres que es troba entre els municipis de Gurb i de Vic, a la comarca d'Osona.
Al cim s'hi pot trobar l'ermita de Sant Sebastià i un vèrtex geodèsic (referència 290100001).